# Bütykös fényréce

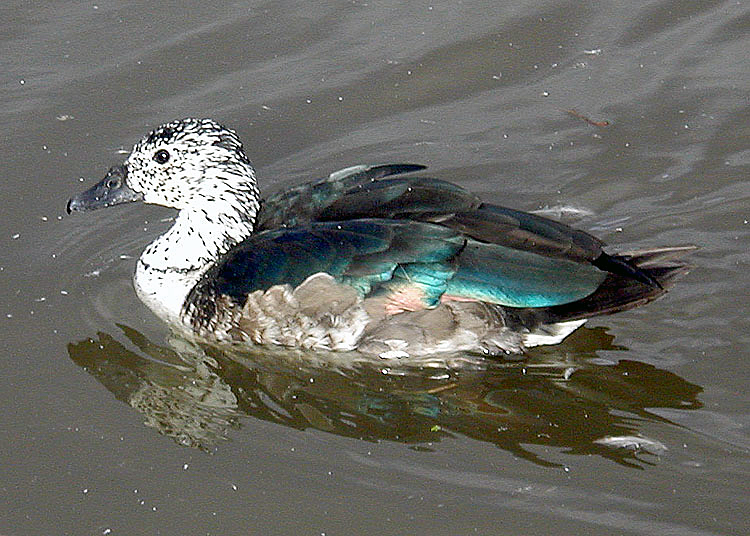
Tojó

A bütykös fényréce (Sarkidiornis melanotos) a lúdalakúak (Anseriformes) rendjébe, ezen belül a récefélék (Anatidae) családjába, azon belül a tarkalúdformák (Tadorninae) alcsaládjába tartozó Sarkidiornis nem egyetlen faja.

## Előfordulása
Két, egymástól földrajzilag jól elkülönülő alfaja van. Az egyik Afrika, Madagaszkár és Dél-Ázsia területén él. A másik ezzel szemben Dél-Amerikában él.

## Megjelenése
Teljes hossza 56-76 centiméter. Nagy termetű réceféle, hátának fekete tollazata fémeszölden csillog, hasa és nyaka túlnyomórészt fehér.
A hímek csőrén nagy púp látható. Ez a dísz teljesen hiányzik a hasonló színezetű tojókról.

## Életmód
Mocsarakban és átmenetileg elárasztott területeken, folyótorkolatokban él.
Mivel sok helyütt az időszakos vizekhez kötődik, az esős évszakok és a vízállások függvényében vándorol.
Az esős évszakon kívül általában nagyobb csapatokban látni, amelyek a költési időszak kezdetén párokra bomlanak.
Mocsári és vízi növényekkel táplálkozik.
Többször látni vegyes csapatban fütyülőludakkal (Dendrocygna), nílusi ludakkal (Alopochen aegyptiacus) és tüskésszárnyú ludakkal (Plectropteron gambensis).
Afrikában néha 40 000-es csapatokat is látni.
Az újvilági alfaj soha nem képez ekkora csapatokat. 
Venezuela és Argentína egyes területein igen erősen vadásszák, ezért ott állományai megritkultak.

## Szaporodása
Poligám szaporodású madárfaj, egy hímre olykor négy tojó is jut. Fészkét többnyire faodvakban építi. A tojó 6-10 tojást rak le, egyedül költi ki őket és többnyire egyedül is neveli fel a fiókákat. Egyes hímek a fészek közelében őrködnek.
|  |  |